# Andrij Zawjałow
Andrij Ołeksandrowycz Zawjałow, ukr. Андрій Олександрович Зав'ялов, ros. Андрей Александрович Завьялов, Andriej Aleksandrowicz Zawjałow (ur. 2 stycznia 1971 w Białej Cerkwi, w obwodzie kijowskim) – ukraiński piłkarz, grający na pozycji pomocnika, a wcześniej napastnika, były reprezentant Turkmenistanu.

## Kariera piłkarska

### Kariera klubowa
Wychowanek Dynama Kijów, w którym rozpoczął karierę piłkarską. W latach 1990–1991 występował w farm-klubie Dynamo Biała Cerkiew. W sezonie 1994/95 grał tylko w drużynie rezerw, a potem w czerwcu 1995 grał na wypożyczeniu w Nywie Winnica, dlatego potem wyjechał do Rosji, gdzie został piłkarzem klubu KAMAZ-Czałły Nabierieżnyje Czełny. W sezonie 1996/97 bronił barw Prykarpattia Iwano-Frankowsk. W 1997 przeszedł do Metałurha Donieck. W sezonie 2001/02 został wypożyczony w rundzie jesiennej do Krywbasa Krzywy Róg, a w rundzie wiosennej do Polihraftechniki Oleksandria. Potem podpisał roczny kontrakt z izraelskim Hapoelem Ironi Riszon le-Cijjon. Po powrocie występował w amatorskiej drużynie Kremiń Krzemieńczuk. Potem występował w klubach Zakarpattia Użhorod, CSKA Kijów i Stal Dnieprodzierżyńsk. Drugą połowę roku 2004 i 2005 bronił barw kazachskich zespołów Jesil-Bogatyr Petropawł i Ekibastuziec Ekibastuz. Po zakończeniu sezonu 2006/07 postanowił zakończyć karierę piłkarską, ale już będąc trenerem wystąpił w meczu z Krymtepłycią Mołodiżne.

### Kariera reprezentacyjna
W 1998 roku razem z Andrijem Chomynem, Kostiantynem Sosenkiem, Ihorem Kysłowym i Romanem Bondarenkiem otrzymał propozycję od selekcjonera Wiktora Pożeczewskiego występować w narodowej reprezentacji Turkmenistanu. Po załatwieniu formalności był powołany na Igrzyska Azjatyckie w Tajlandii.

## Kariera trenerska
Jeszcze będąc piłkarzem od lata 2007 roku pomagał trenować CSKA Kijów, z którym pracował do 2008. Po zakończeniu kariery zawodniczej był jednym z asystentów trenera FK Połtawa. Latem 2012 roku klub zgłosił drugi zespół do udziału w drugiej lidze, a jego głównym trenerem został Zawjałow. Latem 2013 druga drużyna została przekształcona na klub o nazwie FK Połtawa, a Zawjałow pozostał na stanowisku głównego trenera. 7 października 2013 został zdymisjonowany.

## Sukcesy i odznaczenia

### Sukcesy klubowe
- mistrz Ukrainy: 1993, 1994